# Inselbahn Baltrum
| Spurweite: | 600 mm (Schmalspur) |                                   |                                   |
| Streckengeschwindigkeit: | 20 km/h             |                                   |                                   |
| |                     |                                   |                                   |
| \| \| 0,0 \| Wasser- und Schifffahrtsamt (WSA) \| Wasser- und Schifffahrtsamt (WSA) \| \| \| 0,2 \| Güterschuppen Baltrum \| Güterschuppen Baltrum \| \| \| \| Abzw. Gleis zum WSA \| \| \| \| \| Spedition (Awanst) \| \| \| \| 0,6 \| Anleger \| Anleger \| \| \| \| Fähre nach Neßmersiel \| \| |                     |                                   |                                   |
| Betriebs-/Güterbahnhof Streckenanfang (Strecke außer Betrieb) | 0,0                 | Wasser- und Schifffahrtsamt (WSA) | Wasser- und Schifffahrtsamt (WSA) |
| Strecke (außer Betrieb) · Betriebs-/Güterbahnhof Streckenanfang (Strecke außer Betrieb) | 0,2                 | Güterschuppen Baltrum             | Güterschuppen Baltrum             |
| Verschwenkung nach links (Strecke außer Betrieb) · Verschwenkung nach rechts (Strecke außer Betrieb) |                     | Abzw. Gleis zum WSA               | Abzw. Gleis zum WSA               |
| Blockstelle (Strecke außer Betrieb) |                     | Spedition (Awanst)                | Spedition (Awanst)                |
| Betriebs-/Güterbahnhof Streckenende (Strecke außer Betrieb) | 0,6                 | Anleger                           | Anleger                           |
| |                     | Fähre nach Neßmersiel             |                                   |

Die Inselbahn Baltrum war eine nichtöffentliche Insel- bzw. Feldbahn für den Gepäcktransport in der Feldbahnspurweite 600 mm auf der ostfriesischen Insel Baltrum in Deutschland. Die Inselbahn Baltrum war eingleisig, nicht elektrifiziert und existierte von 1949 bis 1985. Neben dem Bauhof des Wasser- und Schifffahrtsamtes (WSA), der ab 1949 eine eigene Gleisverbindung mitsamt einer eigenen Lokomotive besaß, existierte zunächst nur ein einzelnes Feldbahngleis für den Gepäck- und Frachttransport zwischen dem Anleger und dem rund 400 Meter entfernten Güterschuppen inklusive eines Gleisanschlusses zu einer örtlichen Spedition am Anleger.

## Geschichte

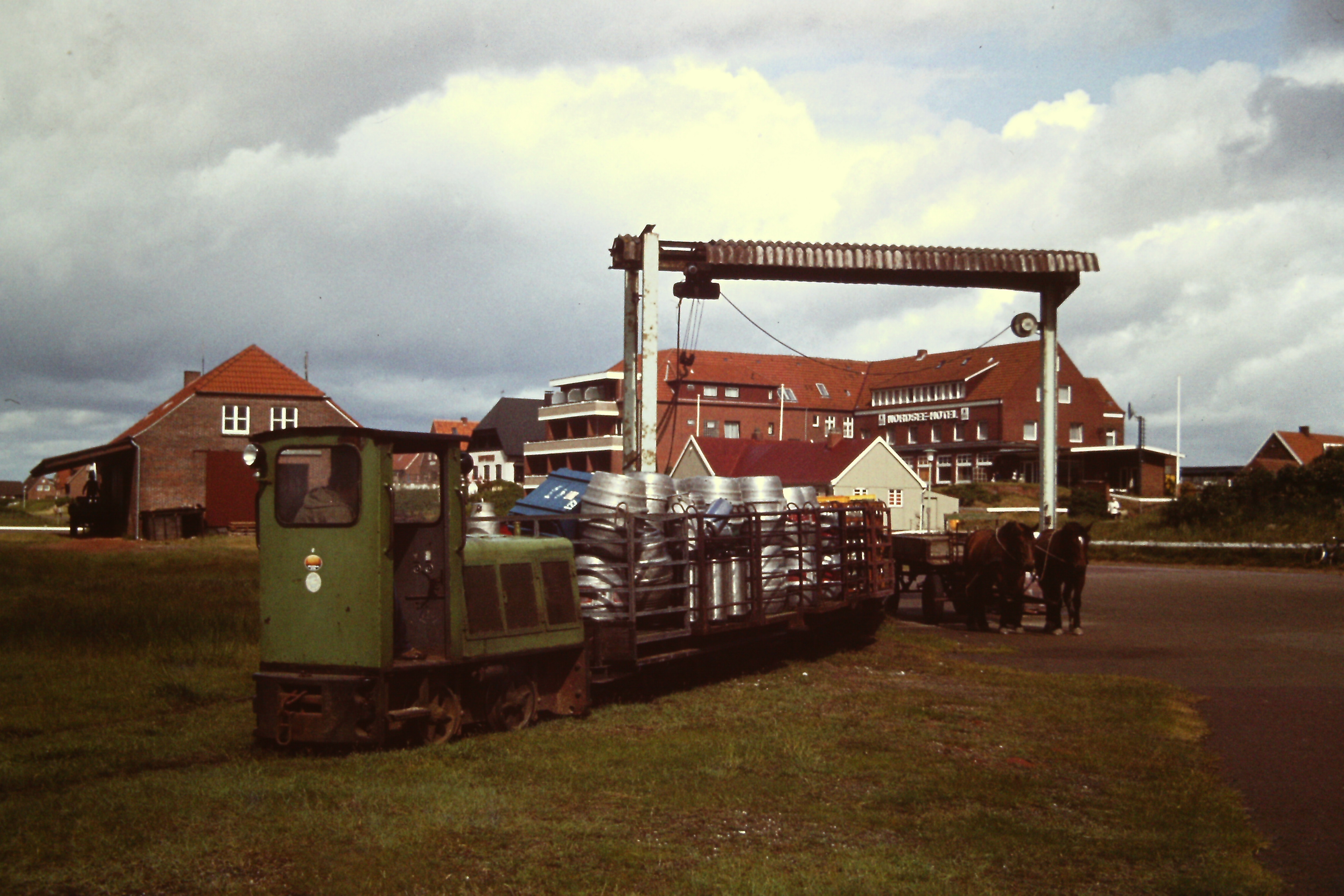
Inselbahn Baltrum am Güterschuppen 1982

Im Jahre 1960 wurde die Inselbahn komplett umgebaut. Fortan besorgte eine Schöma-Diesellok den Fracht- bzw. Lorentransport zwischen dem Anleger und dem Güterschuppen, wo die Fracht für den Transfer zum Festland umgeschlagen wurde.
Die Reederei Baltrum-Linie erbaute neben der erneuerten Bahn einen neuen Anleger und einen neuen Güterschuppen. Auf dem Anleger wurden anfangs drei Gleise verlegt. 1970 wurde der Anleger umgebaut und dabei noch um zwei weitere Gleise ergänzt. Von einem kleinen Gleisanschluss zu einer Spedition kurz hinter dem Anleger abgesehen, konnte die Fahrt der kleinen Inselbahn in zwei Richtungen gehen: In einer großzügigen Kurve ging es für die Frachtfahrten östlich und „bergwärts“ zum hochwassersicher gelegenen Güterschuppen. Diese Strecke war rund 400 Meter lang. Ein abzweigendes Gleis führte von einem Abzweig unterwegs in westlicher Richtung zunächst auf den Deich zu und dann in einer Kurve zum Bauhof des Wasser- und Schifffahrtsamtes. Diese Strecke war 600 Meter lang und gehörte dem WSA, das die Gleisanlagen nur sporadisch benötigte.
Im Herbst des Jahres 1985 wurde der Bahnbetrieb auf Baltrum eingestellt. Die Gleise wurden weitestgehend abgebaut. Der Güterschuppen wurde zu einem „Nationalparkhaus“ mit der „Inselkammer“ umgebaut.

## Fahrzeuge

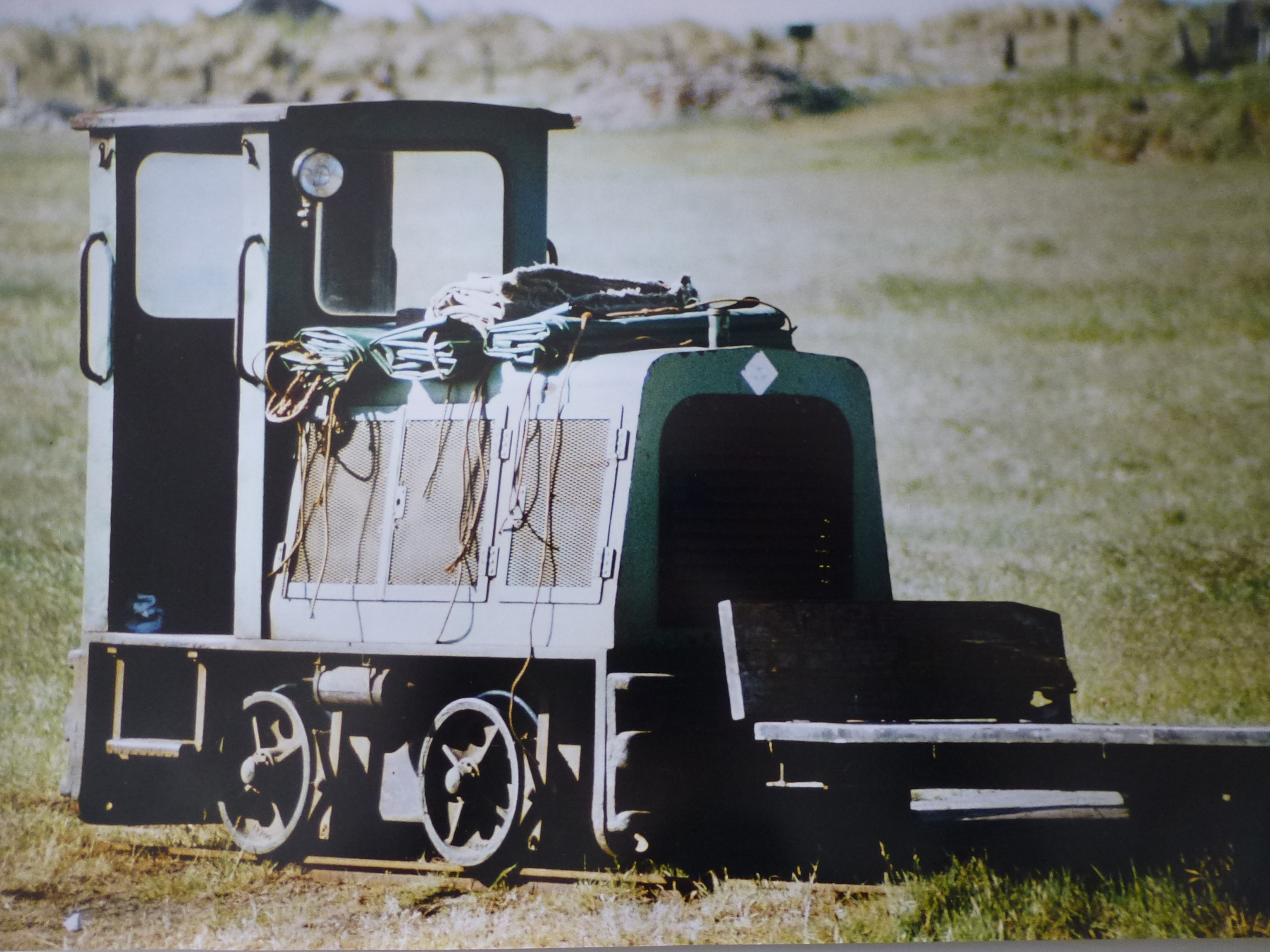
Schöma-Diesellok der Baltrumer Inselbahn 1982

An Triebfahrzeugen stand der Inselbahn von 1960 bis 1965 die erste Schöma-Diesellok (Baujahr 1960) zur Verfügung. Im Jahre 1965 wurde sie an ein Torfwerk verkauft. Seit 2003 befindet sie sich bei Laubner Garten- & Landschaftsbau in Gütersloh. Sie wurde durch eine ähnliche Diesellok, ebenfalls von Schöma (Baujahr 1965) mit 26 PS Leistung ersetzt. Diese befindet sich heute im Einsatz bei den Humuswerken in Gnarrenburg. Außerdem standen diverse Güterwagen für den Gepäck-Transport zur Verfügung.
Das WSA unterhielt seine eigene, 1949 gebaute Diesellok (ebenfalls von Schöma), welche aber nur selten zum Einsatz kam und in den 1970er Jahren ausgemustert wurde. Ihr Verbleib ist unbekannt.